# 察拿南·邦布巴
察拿南·邦布巴（1992年3月17日—），泰国足球运动员，司职前锋。現效力於泰國甲組足球聯賽球会巴吞聯。

## 荣誉

### 俱乐部
蒙通联
- 泰国甲级足球联赛冠军：2009

### 国家队
泰国U-19
- 東南亞足協U-19青年錦標賽冠军：2009

泰国U-23
- 东南亚运动会金牌：2013、|2015